# John Carew (Fußballspieler)
John Alieu Carew (* 5. September 1979 in Lørenskog) ist ein ehemaliger norwegischer Fußballspieler und Schauspieler.

## Leben

### Fußballkarriere
Carew ist der Sohn eines Gambiers und einer Norwegerin. Er wurde 1997 norwegischer Pokalsieger mit Vålerenga IF und 1999 mit Rosenborg Trondheim norwegischer Meister. Von Trondheim ging er im Jahr 2000 zum FC Valencia, mit dem er spanischer Meister wurde und im Endspiel der Champions League stand. 2003 wechselte er auf Leihbasis nach Italien zur AS Rom und 2004 zum türkischen Verein Beşiktaş Istanbul, 2005 zu Olympique Lyon. In der Winterpause 2006/07 wechselte er im Tausch mit Milan Baroš zu Aston Villa. In der Winterpause 2010/11 wurde er bis zum Ende der Saison 2010/11 an Stoke City ausgeliehen. Im August 2011 wurde Carew von West Ham United verpflichtet; dort lief sein Vertrag mit Saisonende 2011/12 aus.
Carew absolvierte von 1998 bis 2011 91 A-Länderspiele für Norwegen, in denen er 24 Tore erzielte. Mit der Nationalmannschaft nahm er an der Fußball-Europameisterschaft 2000 teil.
Er wurde 1999 mit dem Karolineprisen und in den Jahren 2005, 2007 und 2008 als bester norwegischer Fußballer mit dem Kniksenprisen ausgezeichnet.

### Schauspielkarriere
Von 2018 bis 2019 spielte er in zwei Staffeln der norwegischen Serie Heimebane einen kurz vor seinem Karriereende stehenden Fußballspieler. 2022 trat er in dem norwegischen Olsenbanden-Reboot in Olsenbanden – Siste skrik! als Benny Fransen auf.

## Privates
Im November 2022 wurde er wegen Steuerhinterziehung zu einer Strafe von 540.000 Kronen und einem Jahr und zwei Monaten Gefängnis verurteilt. Er hatte seinen Wohnort außerhalb von Norwegen angegeben, sich aber mehr als 183 Tage im Jahr in Norwegen aufgehalten.

## Filmografie (Auswahl)
- 2018–2019: Heimebane (Fernsehserie)
- 2019: Maleficent: Mächte der Finsternis
- 2022: The Playlist (Fernsehserie, 6 Episoden)
- 2022: Olsenbanden – Siste skrik!